# 森田崇文
森田 崇文（もりた たかふみ、1987年10月27日 - ）は、日本の男性キックボクサー。レーング東中野所属。
第3代RISEミドル級王座。

## 来歴
- 高校生の時にレスリングを始めるが芽が出なく、その後キックボクシングを始める。
- 2008年7月27日、キックボクシングのアマチュア大会KAMINARIMON関東大会70kg級優勝。
- 2008年10月26日、キックボクシングのアマチュア大会KAMINARIMON全日本大会70kg級優勝。
- 2009年4月5日、「J-FIGHT in SHINJUKU〜vol.8〜」でプロデビュー。平尾大智と対戦し3-0の判定勝ちを収めた。
- 2010年4月7日、「RISE 63」でM-1ミドル級王者悠生と対戦し終始ローキックで攻め続け3R終了間近でKO勝ちを収めた。
- 2011年3月6日、「J-FIGHT in SHINJUKU〜vol.20〜」で西川康平と対戦し1RKO勝ちを収めた[1]。
- 2011年5月15日、「J-FIGHT in SHINJYUKU〜vol.21〜」でWBCムエタイ日本ウェルター級王者宮越宗一郎と対戦し3-0の判定勝ちを収めた[2]。
- 2011年7月23日、「RISE 80」の第3代RISEミドル級王座決定戦で小宮由紀博と対戦し4RKO勝ちを収め王座に就いた。また、この勝ち星によりK-1 WORLD MAX70kg級日本トーナメント出場権を獲得した[3]。

## 戦績

### プロキックボクシング
| キックボクシング 戦績 | キックボクシング 戦績 | キックボクシング 戦績 | キックボクシング 戦績 | キックボクシング 戦績 | キックボクシング 戦績 | キックボクシング 戦績 |
| --------------------- | --------------------- | --------------------- | --------------------- | --------------------- | --------------------- | --------------------- |
| 13 試合               | (T)KO                 | 判定                  | その他                | 引き分け              | 無効試合              |                       |
| 11 勝                 | 5                     | 6                     | 0                     | 1                     | 0                     |                       |
| 1 敗                  | 0                     | 1                     | 0                     | 1                     | 0                     |                       |

| 勝敗 | 対戦相手       | 試合結果                                  | 大会名                                                                     | 開催年月日     |
| ×    | 名城裕司       | 3R判定3-0                                 | FIGHT FOR JAPAN K-1 WORLD MAX 2011 -70kg Japan Tournament FINAL 【準決勝】 | 2011年9月25日  |
| ○    | 中島弘貴       | 3R判定3-0                                 | FIGHT FOR JAPAN K-1 WORLD MAX 2011 -70kg Japan Tournament FINAL 【１回戦】 | 2011年9月25日  |
| ○    | 小宮由紀博     | 4R 1:11 KO（左膝蹴り）                    | RISE 80 【第3代RISEミドル級王座決定戦】                                    | 2011年7月23日  |
| ○    | 宮越宗一郎     | 3R終了 判定3-0                            | J-NETWORK「J-FIGHT in SHINJUKU〜vol.21〜」                                 | 2011年5月15日  |
| ○    | 西川康平       | 1R 1:06 KO（右ハイキック）                | J-NETWORK「J-FIGHT in SHINJUKU〜vol.20〜」                                 | 2011年3月6日   |
| △    | ハイン・ディオ | 3R終了 判定1-0                            | RISE 73R                                                                   | 2010年12月19日 |
| ○    | 山崎陽一       | 3R終了 判定3-0                            | RISE 65                                                                    | 2010年5月16日  |
| ○    | 悠生           | 3R 2:59 KO（3ノックダウン：右ローキック） | RISE 63                                                                    | 2010年4月7日   |
| ○    | 川端健司       | 3R終了 判定2-0                            | RISE 60 【RISE 70kg級トーナメント2009 リザーブマッチ】                     | 2009年11月22日 |
| ○    | スネーク敦     | 1R 2:59 KO（3ノックダウン）               | RISE 59 【RISING ROOKIES CUP 70kg級決勝】                                  | 2009年10月4日  |
| ○    | 夏山竜一       | 1R 1:30 KO（右フック）                    | RISE 58〜RISING ROOKIES CUP〜 【RISING ROOKIES CUP 70kg級準決勝】          | 2009年8月23日  |
| ○    | 3104           | 3R終了 判定3-0                            | RISE 56〜RISING ROOKIES CUP〜 【RISING ROOKIES CUP 70kg級1回戦】           | 2009年6月28日  |
| ○    | 平尾大智       | 3R終了 判定3-0                            | J-NETWORK「J-FIGHT in SHINJUKU〜vol.8〜」                                  | 2009年4月5日   |

## 獲得タイトル
- 第3代RISEミドル級王者
- RISING ROOKIES CUP70kg級優勝（2009年）
- KAMINARIMON全日本大会70kg級優勝（2008年）